# 미싱코리아
《미싱코리아》는 네이버 TV에서 2015년 11월 3일부터 2015년 11월 12일까지 공개된 웹드라마로, TV 캐스트에 선공개 후 KBS 2TV를 통해 심야 시간대에 방영하였다.

## 방송 시간
| 구분     | 방송 기간                          | 방송 시간          |
| -------- | ---------------------------------- | ------------------ |
| TV캐스트 | 2015년 11월 3일 ~ 2015년 11월 12일 |                    |
| KBS 2TV  | 2015년 11월 13일                   | 금요일 밤 1시 50분 |

## 등장 인물

### 주요 인물
- 김정훈: 정훈 역
- 박산다라: 연화 역
- 김정석: 강 단장 역
- 이지현: 은혜 역
- 하은설: 난주 역

### 그 외
- 백보람: 양미 역
- 김지향: 주미소 역
- 김나연: 후보2 역
- 장혁진: 최 기자 역
- 이윤상: 부장 역
- 성낙경: 마 대표 역
- 신준철: 사진작가 역
- 데이나: 영어강사 역
- 옥수정: 전직 미코 역
- 김동아: 퍼니밴드 역
- 김세현: 퍼니밴드 역
- 이정민: 퍼니밴드 역
- 김정현: 퍼니밴드 역
- 안종민: 퍼니밴드 역
- 이종석: 퍼니밴드 역
- 임재현: 퍼니밴드 역
- 박태홍: 퍼니밴드 역
- 이나영: 미스코리아 후보 역
- 이경진: 미스코리아 후보 역
- 조하영: 미스코리아 후보 역
- 윤예서: 미스코리아 후보 역
- 김하정: 미스코리아 후보 역
- 박가람: 미스코리아 후보 역
- 도정은: 미스코리아 후보 역
- 빛나: 후보1, K-Girls 역
- 아라: K-Girls 역
- 해나: K-Girls 역
- 효인: K-Girls 역

## 회차별 부제
| 회차 | 업로드 일자      | 부제                    | 방송 분량 |
| ---- | ---------------- | ----------------------- | --------- |
| 1화  | 2015년 11월 3일  | Who are U?              | 12:56     |
| 2화  | 2015년 11월 4일  | Welcome to Miss Korea   | 11:35     |
| 3화  | 2015년 11월 5일  | Sleeping with the enemy | 11:38     |
| 4화  | 2015년 11월 10일 | Gone girl               | 11:28     |
| 5화  | 2015년 11월 11일 | Dance with me           | 10:49     |
| 6화  | 2015년 11월 12일 | Missing Korea           | 11:09     |